# Cyrtulus genticus
Fusinus genticus is een slakkensoort uit de familie van de Fasciolariidae. De wetenschappelijke naam van de soort werd in 1936 voor het eerst geldig gepubliceerd door Tom Iredale.